# Thomasomys kalinowskii
Thomasomys kalinowskii é uma espécie de roedor da família Cricetidae.
Apenas pode ser encontrada no Peru.